# Сурабая
Сураба́я (индон. Surabaya, яв. ꦯꦸꦫꦧꦪ / Surabaya) — второй по величине город Индонезии, административный центр провинции Восточная Ява. Один из основных портов страны, важный экономический и инфраструктурный центр. Расположен на северном побережье восточной Явы, в устье реки Мас (рукав более крупной реки Брантас), на берегу пролива Мадура.

## Этимология
Согласно одной из легенд, название города восходит к Джаябайе, легендарному королю Кедири XII века, которому принадлежит предсказание, что в этом месте произойдёт грандиозное сражение между гигантской белой акулой и гигантским белым крокодилом. Некоторые историки интерпретируют это как предсказание монгольского вторжения на Яву и сражение между войсками Хубилай-хана и армией Маджапахита под командованием Радена Виджая, которое произошло 31 мая 1293 года — этот день считается датой основания города. Статуя акулы и крокодила, ставших символом города, расположена возле входа в городской зоопарк.
Существуют альтернативные гипотезы об этимологии названия города; так, есть точка зрения, что оно происходит от яванского яв. suraing baya, что означает «смело сталкивающийся с опасностью», или от использования слова surya для обозначения Солнца. Другая версия рассказывает о двух претендентах на королевский трон, которых звали Сура и Байя. Эти народные этимологии не поддаются проверке.

## Климат
| Показатель                    | Янв. | Фев. | Март | Апр. | Май  | Июнь | Июль | Авг. | Сен. | Окт. | Нояб. | Дек. | Год  |
| ----------------------------- | ---- | ---- | ---- | ---- | ---- | ---- | ---- | ---- | ---- | ---- | ----- | ---- | ---- |
| Средний суточный максимум, °C | 31,8 | 31,5 | 31,6 | 31,4 | 31,6 | 31,2 | 31,3 | 30,1 | 32,7 | 33,4 | 33,1  | 31,9 | 31,8 |
| Средний суточный минимум, °C  | 24,1 | 24,2 | 24,0 | 24,8 | 24,1 | 23,5 | 23,0 | 22,5 | 22,9 | 23,7 | 24,1  | 23,8 | 23,7 |
| Норма осадков, мм             | 327  | 275  | 283  | 181  | 159  | 101  | 22   | 15   | 17   | 47   | 105   | 219  | 1751 |
| Источник:                     |      |      |      |      |      |      |      |      |      |      |       |      |      |

## История
Официальной датой основания города считается 31 мая 1293 года — день победы войск местного правителя Радэна Виджаи, основателя государства Маджапахит, над отрядами монгольского императора (великого хана) Хубилая, высадившимися незадолго до этого на Яве.
В летописях Маджапахита вторгшиеся захватчики уподоблялись акуле («sura» на восточнояванском диалекте), нападающей с моря, тогда как оборонявшихся яванцев сравнивали с крокодилом (соответственно, «baya»). В результате за портовым поселением, располагавшимся вблизи поля боя, закрепилось название Сурабая, а изображение обоих животных, готовящихся к схватке, украсило впоследствии герб города.
В XIII—XIV веках Сурабая была главным портом Маджапахита, при этом — одним из основных центров проникновения на Яву ислама и иностранного культурного влияния. После раскола Маджапахита в середине XIV века существовала в качестве независимого султаната, в 1530 году была захвачена соседним султанатом Демак. Восстановила суверенитет в конце XIV века, в 1625 году покорена государством Матарам.
В XVII—XVIII веках в Сурабае распространялось влияние Нидерландской Ост-Индской компании, постепенно подчинявщей в этот период большую часть Малайского архипелага. 11 ноября 1743 года компания официально оформила переход города под свой контроль, заключив соответствующее соглашение с правителем Матарама Хаменгку Бувоно II.

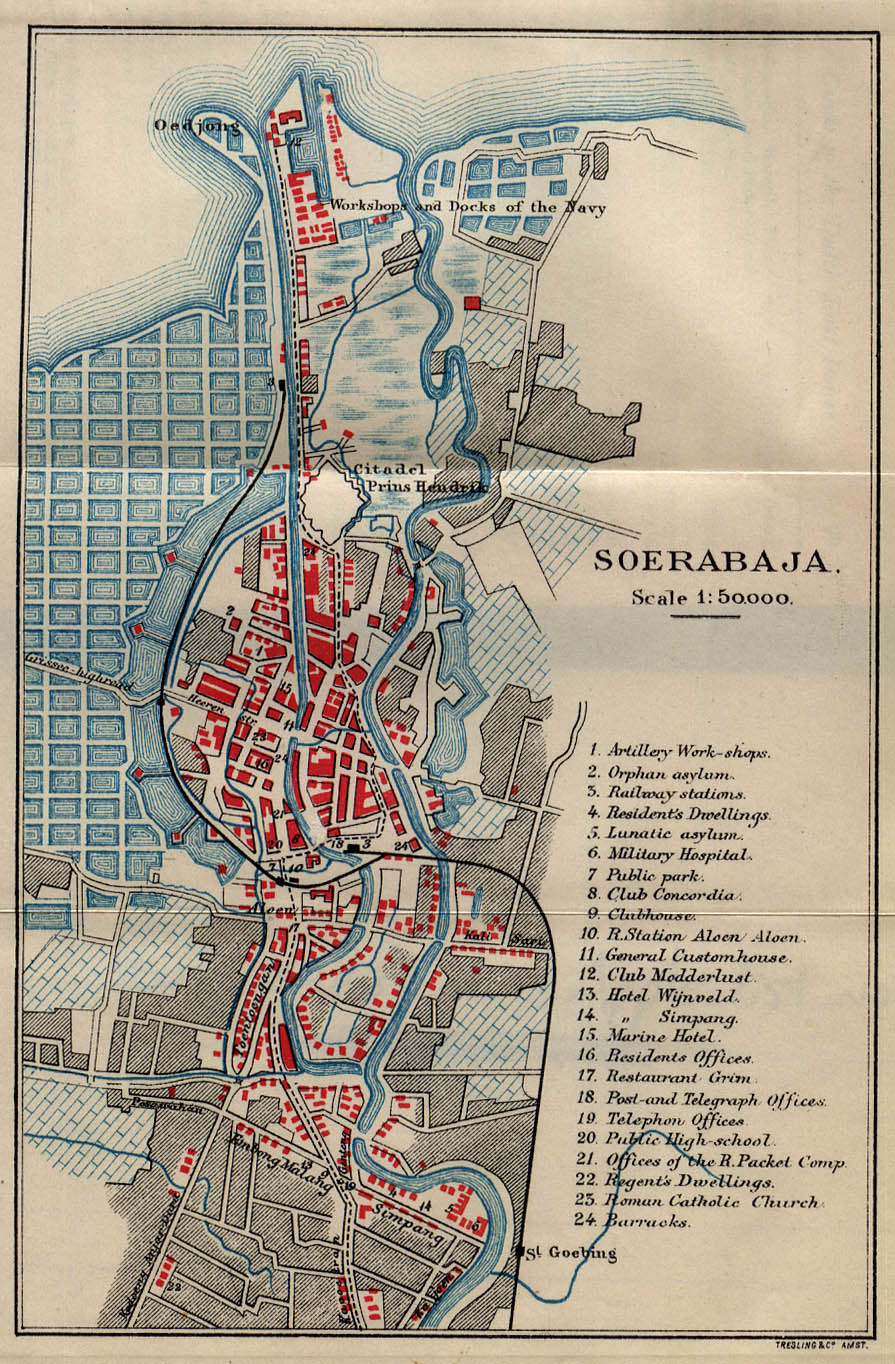
Карта Сурабаи конца XIX века

При голландской колониальной администрации значение Сурабаи как порта, экономического и административного центра постоянно возрастало. В начале XX века в черте города была создана крупная военно-морская база.
В 1917 году среди солдат городского гарнизона и матросов приписанных к порту кораблей произошло вооруженное восстание под предводительством Социал-демократического союза, жестоко подавленное колониальными властями.

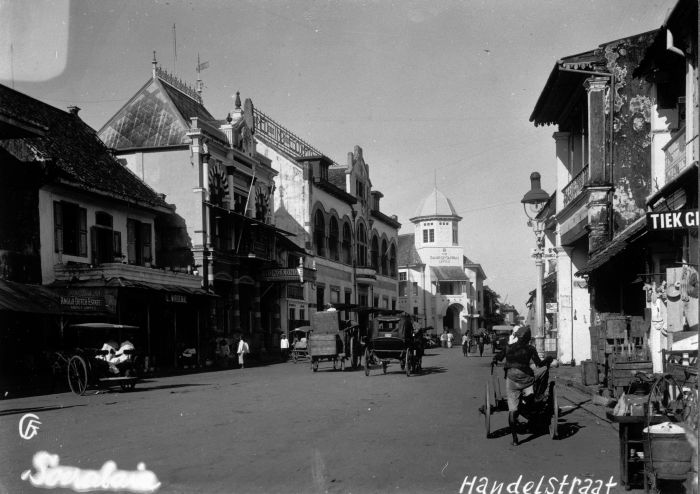
Сурабая в 1920-е годы

В 1942 году Сурабая, как и вся территория Нидерландской Ост-Индии, была занята вооружёнными силами Японии. С конца 1944 года по мере ослабления контроля со стороны японской оккупационной администрации, деморализованной военными победами союзников, в городе активизировалась деятельность национально-освободительного движения. К моменту высадки 25 октября 1945 года в Сурабае британских войск она практически полностью контролировалась местными ополченцами, основные силы которых признавали власть правительства новопровозглашённой Республики Индонезии.

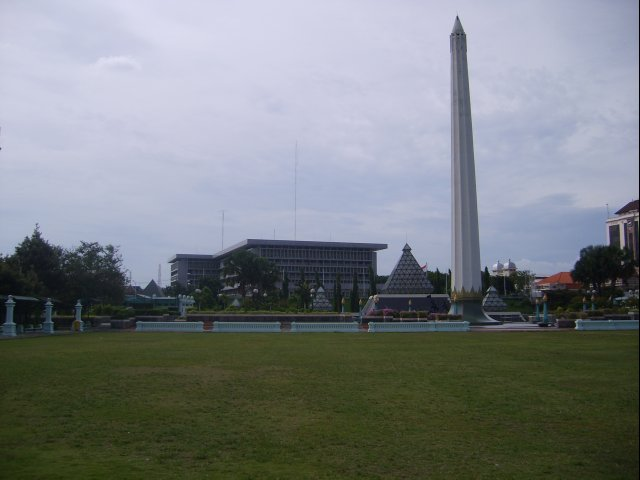
Памятник героям — неофициальный символ Сурабаи

Отказ индонезийских военных формирований сложить оружие привел к их конфликту с британским экспедиционным корпусом, что вылилось в полномасштабные боевые действия. Их кульминацией стал десятидневный штурм Сурабаи войсками британского содружества, в результате которого значительная часть города была разрушена и погибло, по разным оценкам, до 20 тысяч его жителей. Годовщина начала штурма — 10 ноября 1945 — отмечается в Индонезии как один из главных государственных праздников — День Героев.
Пытаясь восстановить в Индонезии колониальную администрацию, голландцы на некоторое время овладели Сурабаей, однако по соглашению 1949 года она, как и большая часть бывшей Нидерландской Ост-Индии, вошла в состав независимой Индонезии.

## Экономика
Сурабая — второй по значению после Джакарты индустриальный и деловой центр Индонезии. Здесь расположены крупные предприятия машиностроительной, текстильной, нефтеперерабатывающей и химической промышленности. Развита сфера услуг, банковский сектор. В 1989—2007 годах в городе действовала Сурабайская фондовая биржа.

## Население
| Год  | Численность | Численность |
| ---- | ----------- | ----------- |
| 2018 | 2 885 555   | [ 11 ]      |
| 2023 | 3 009 286   |             |

По состоянию на конец 2008 года в Сурабае проживает около 3,3 млн чел. Около 80 % горожан — яванцы, приблизительно по 7 % составляют мадурцы и китайцы, проживают также представители многих других народностей Индонезии.
Практически всё население свободно владеет индонезийским языком, однако в быту широко используется местный диалект яванского языка. Одной из наиболее заметных фонетических особенностей сурабайского говора является замещение во многих случаях звука «а», характерного для западных и центральных диалектов яванского языка, звуком «о». Так, название родного города абсолютным большинством его жителей произносится как «Суробо́йо».
Более 90 % сурабайцев — мусульмане. Имеется некоторое количество христиан — как католиков, так и протестантов, буддистов (в основном среди китайской общины), индуистов. В Сурабае находится единственная в Индонезии синагога — при этом количество иудеев в настоящее время составляет лишь несколько человек.

## Военное значение

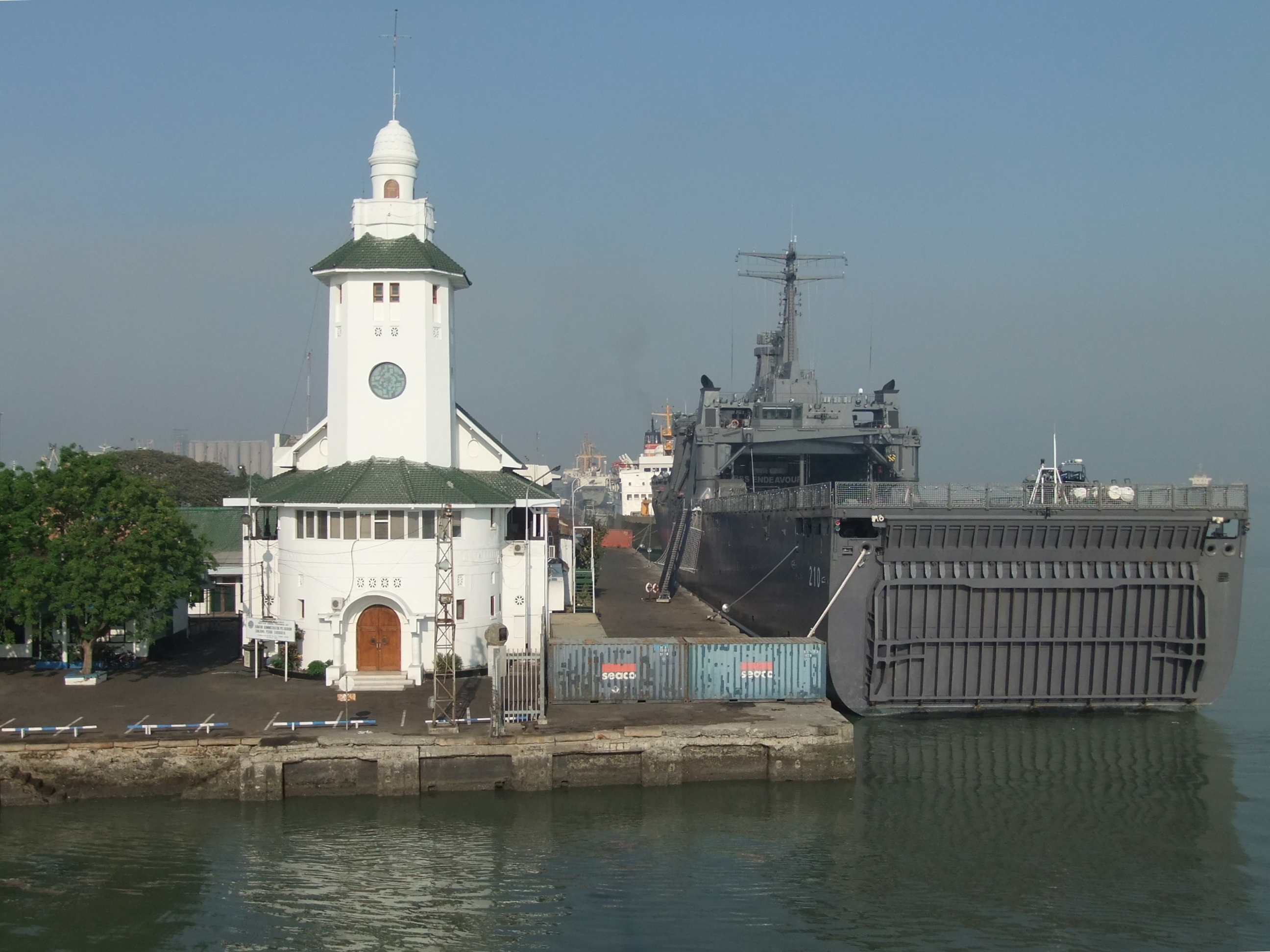
Уджунг — военный порт Сурабаи

Военно-морская инфраструктура, созданная голландскими колонизаторами, активно использовалась и развивалась индонезийцами после провозглашения независимости страны. Именно здешний военный порт Уджунг стал в конце 1950-х — начале 1960-х годов основным опорным пунктом при подготовке к силовому решению спора Республики Индонезии с Нидерландами за Западный Ириан.
В Сурабае, в частности, группировались корабли, подводные лодки и военная техника, безвозмездно поставлявшаяся в тот период Индонезии Советским Союзом, а также размещалась большая часть советских военных советников и специалистов во главе с вице-адмиралом Г. К. Чернобаем.
В настоящее время в Сурабае находится штаб и крупнейшая база Восточного флота Республики Индонезии, а также Военно-морская академия — главное учебное заведение ВМС страны.

## Транспорт и инфраструктура

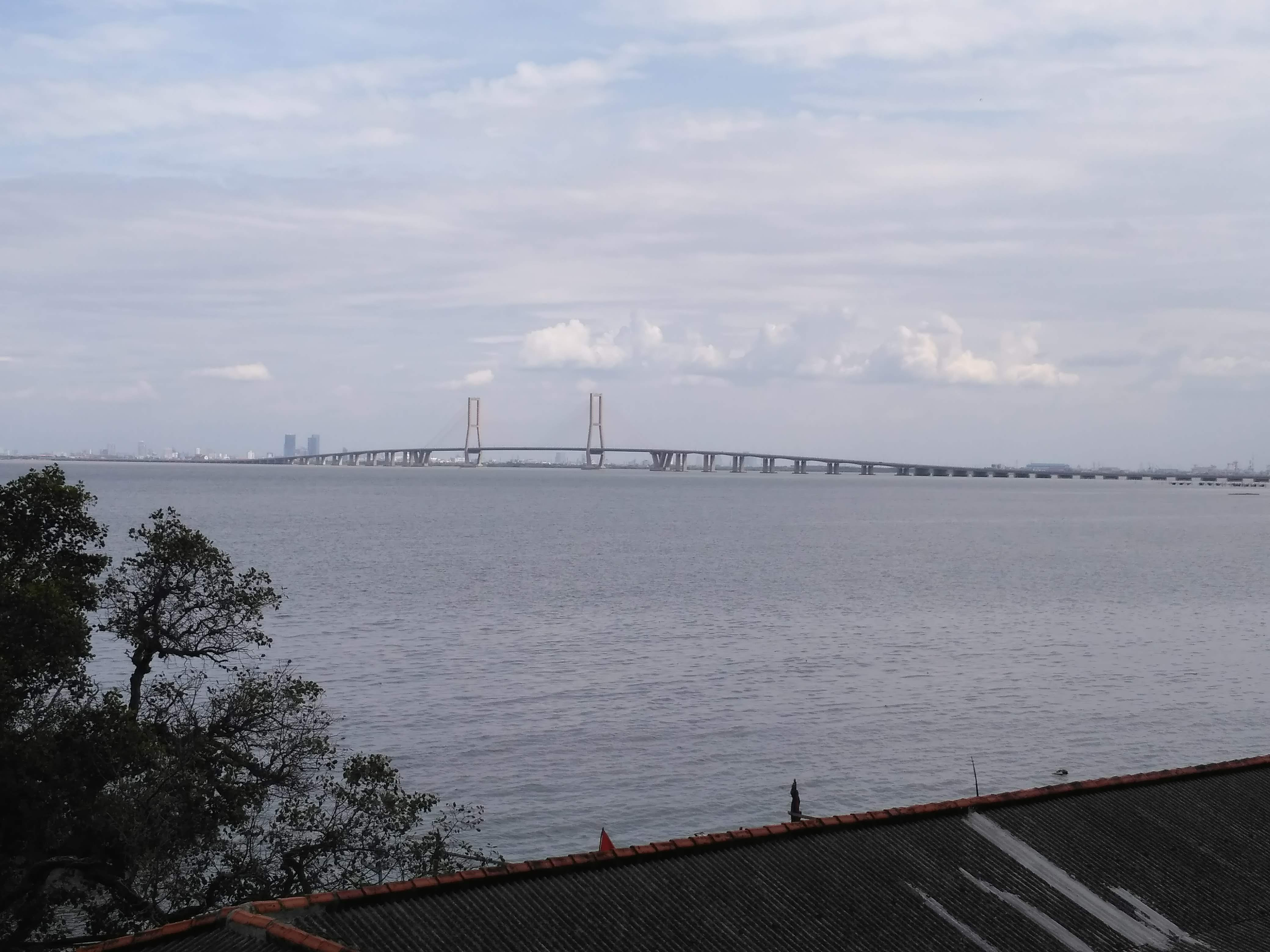
Мадурский пролив и мост Сурамаду

Сурабайский морской порт Танджунг-Перак — второй по объёму грузооборота порт Индонезии (после джакартского Танджунг-Приока). В 20 км к югу от города находится международный аэропорт. В Сурабае несколько железнодорожных станций, развитая система автомобильных дорог. Автобусный терминал Бунгурасих — крупнейший в Юго-Восточной Азии.
Важным элементом инфраструктуры является мост Сурамаду, соединяющий Сурабаю с островом Мадура — самый длинный мост Индонезии (протяженность 5438 м).

## Образование, культура, спорт
В городе имеется четыре государственных и более двадцати частных вузов (крупнейший — государственный университет Айрлангга), несколько музеев, театр. В 2010 году ожидается официальное открытие нового городского стадиона Бунг Томо — второго по размерам в Индонезии.
Местная футбольная команда Персебая — одна из сильнейших в стране, неоднократно выигрывала национальный чемпионат. Сурабайцы имеют репутацию крайне эмоциональных и порой опасных футбольных болельщиков.

## Достопримечательности
- Памятник героям
- Мечети Ампел и Ченг Хо
- Зоопарк
- Музей Мпу Тантулар
- Старинный порт Калимас
- Ночной рынок Кья-Кья

## Персоналии
- Гомбло — индонезийский певец, музыкант и автор песен.
- Бакасир, Али Ахмед — писатель и поэт.